# السقل (يافع)

تعديل مصدري - تعديل

السقل هي إحدى قرى عزلة لبعوس بمديرية يافع التابعة لمحافظة لحج، بلغ تعداد سكانها 270 نسمة حسب تعداد اليمن لعام 2004.